# Atargatis (banda)
Atargatis é uma banda alemã de symphonic metal formada em 1997, em Ratisbona. "Atargatis" é a deusa síria da existência.

## Discografia
Álbuns de estúdio
- 2006 - Wasteland
- 2007 - Nova

EP
- 1999 - Alba Gebraich
- 2004 - Divine Awakening

Demo
- 2002 - Accurst from the Deep